# SW-07
A SW-07 é uma via do município de Nova Iguaçu, chamada vulgarmente de Estrada Cabuçu-Queimados. Na verdade, trata-se de vários caminhos unificados sob uma única estrada, que como o nome diz, liga Cabuçu a Queimados. Possui 5,85 km, ligando Cabuçu à Via Dutra, e dando acesso ao Paradiso Clube. É inteiramente pavimentada e apresenta-se em razoável estado de conservação.
São três vias que se unem e formam a SW-07, a seguir:
- Rua Severino Pereira da Silva -- Começa na Praça de Cabuçu, no cruzamento com a Estrada de Madureira e vai até a união com a Estrada do Mato Grosso: Perímetro urbano e tráfego médio, majoritariamente da população de Cabuçu. Trecho com 2,65 de extensão.

- Estrada do Mato Grosso -- Vai da união com a Rua Severino Pereira da Silva até a união com a Rua Antenor Francisco de Souza. Área rural, tráfego mínimo, animais na pista, baixa iluminação noturna. É através da Estrada do Mato Grosso que se acessa o Paradiso Clube. Trecho com 2,54 km de extensão.

- Rua Antenor Francisco de Souza -- Vai da união com a Estrada do Mato Grosso até a divisa com Queimados (Ponte sobre o Rio Sarapó). Perímetro urbano, com tráfego médio. Trecho com 0,66 km de extensão.

## Lins Externos
Estrada Cabuçu-Queimados no Google Maps